# Gunnera reniformis
Gunnera reniformis là một loài thực vật có hoa trong họ Dương nhị tiên. Loài này được Ridl. mô tả khoa học đầu tiên năm 1916.